# هوراس بارتون
هوراس بارتون (بالإنجليزية: Horace Barton)‏ هو عسكري جنوب أفريقي، ولد في 22 نوفمبر 1891، وتوفي في 25 مايو 1975.